# Bảo tàng Rodin
Bảo tàng Rodin (tiếng Pháp: Musée Rodin) là nơi trưng bày các tác phẩm, tư liệu của nhà điêu khắc Auguste Rodin, nằm ở Quận 7 thành phố Paris. Đây là nơi lưu trữ lớn nhất các tác phẩm của Rodin, do chính nhà điêu khắc tặng lại cho chính phủ Pháp. Cùng với nó là một bảo tàng nhỏ hơn nằm ở Meudon, ngoại ô Paris.
Một bảo tàng Rodin khác ở Philadelphia, Pennsylvania, Hoa Kỳ do một nhà sưu tập tặng lại cho thành phố Philadelphia.

## Bảo tàng Rodin ở Paris
Dinh thự Biron do kiến trúc sư Jean Aubert thiết kế, được xây dựng trong khoảng 1728 đến 1730. Chủ nhân của tòa nhà là Abraham Peyrenc de Moras, một người thuộc tầng lớp mới giàu có nhờ đầu cơ. Sau khi Abraham Peyrenc de Moras chết vào năm 1730, người vợ cho nữ công tức Maine, con dâu Louis XIV, thuê lại. Nữ công tức Maine sống ở đây tới khi chết vào năm 1753. Sau đó dinh thự được bán cho Thống chế Louis Antoine de Gontaut-Biron và mang tên Biron của vị chủ nhân này. Sau cái chết của Gontaut-Biron, tòa nhà lần lượt thuộc về nhiều người khác. Trong thời Đốc chính và Đệ nhất Đế chế Pháp, nơi đây còn trở thành Tòa khâm sứ rồi Đại sứ quán Nga.
Tới năm 1911, chính phủ Pháp mua lại toàn bộ khu vực này. Rodin cũng từng sống ở tầng một của dinh thự vào năm 1908. Khoảng cuối năm 1916, Rodin tặng lại chính phủ toàn bộ bộ sưu tập của mình, bao gồm ảnh, tài liệu, các tác phẩm... Ngày 4 tháng 8 năm 1919, bảo tàng được mở cửa, hai năm sau khi Rodin mất vào 17 tháng 11 năm 1917.
Nằm ở số 79 phố Varenne thuộc Quận 7 Paris, ngày nay, bảo tàng Rodin ở Paris thuộc Bộ Văn hóa Pháp. Mỗi năm đón 500.000 khách, nó thuộc trong số những điểm du lịch quan trọng của Paris. Không chỉ sở hữu các tư liệu, ảnh, họa phẩm, tác phẩm điêu khắc của Auguste Rodin, bảo tàng này còn có các tác phẩm của cả Vincent van Gogh và Pierre-Auguste Renoir mà Rodin đã từng sở hữu. Ngoài ra, còn có một phòng trưng bày cho nữ điêu khắc Camille Claudel, một người tình của Rodin.

## Bảo tàng Rodin ở Meudon
Một phần khác của bảo tàng nằm số 19, đại lộ Auguste Rodin, Meudon, thuộc ngoại ô Paris. Nơi đây trưng bày những phác thảo bằng thạch cao các tác phẩm nổi tiếng của Rodin. Cũng ở Meudon, đối diện với tòa nhà bảo tàng, là nơi chôn cất của Rodin và vợ của ông.

## Hình ảnh

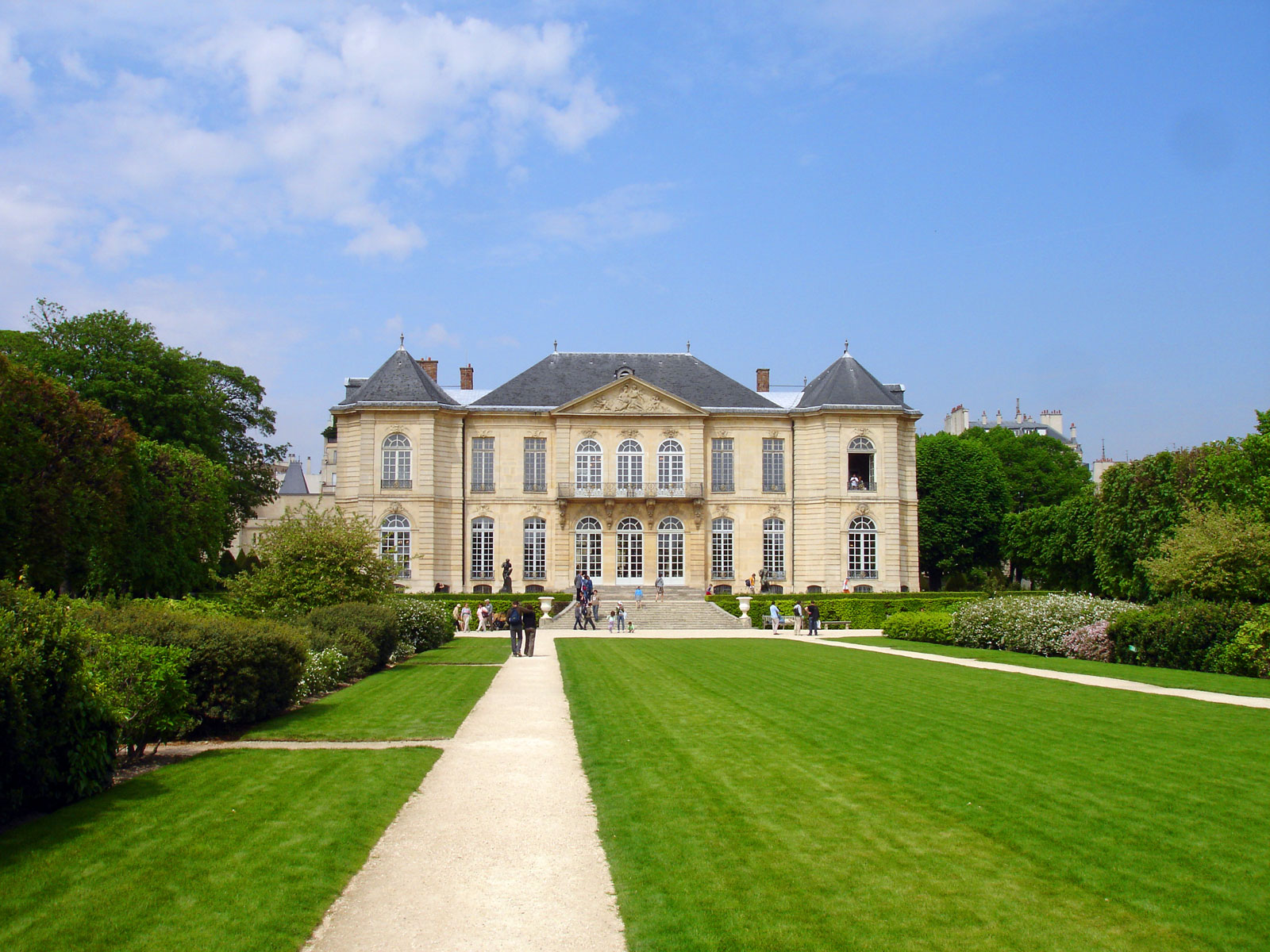
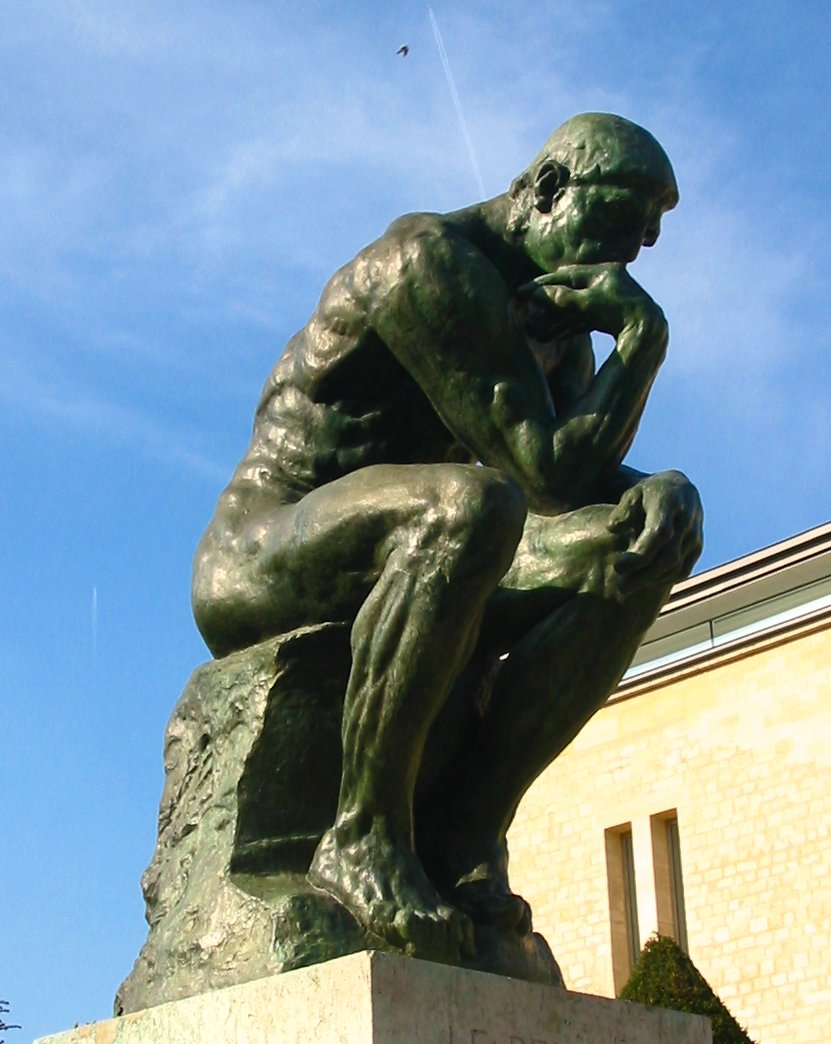
Người suy tưởng
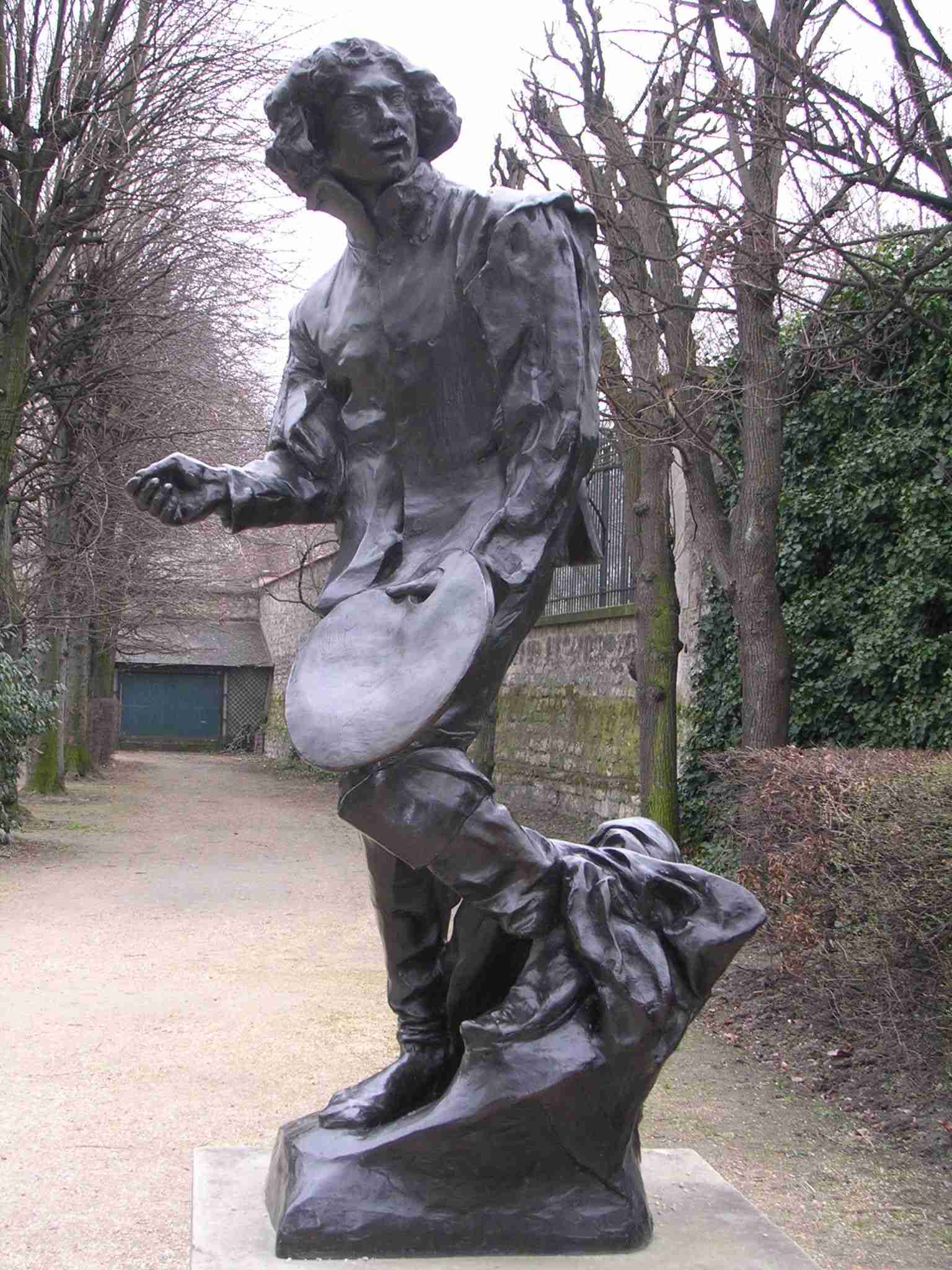
Họa sĩ Le Lorrain
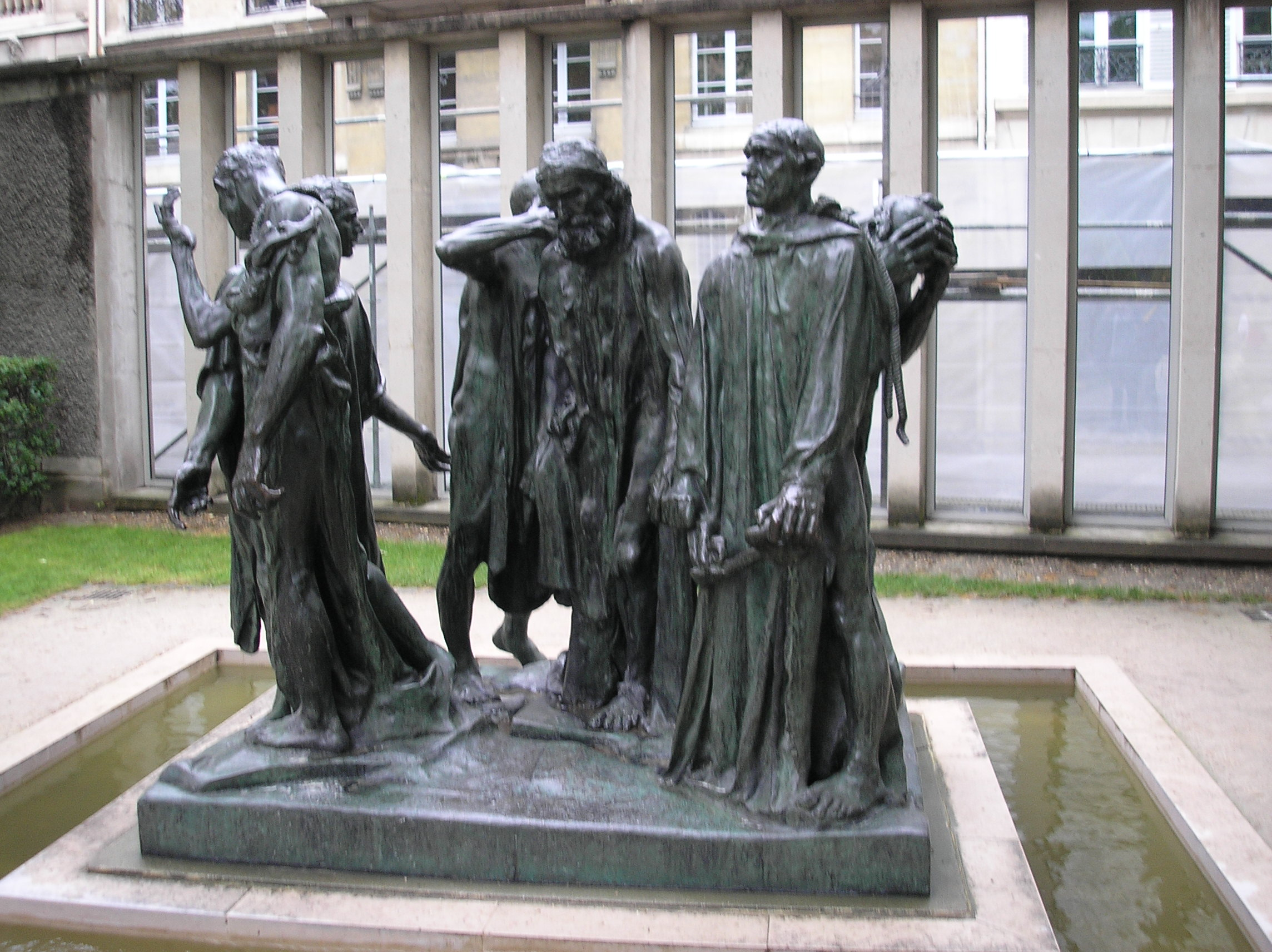
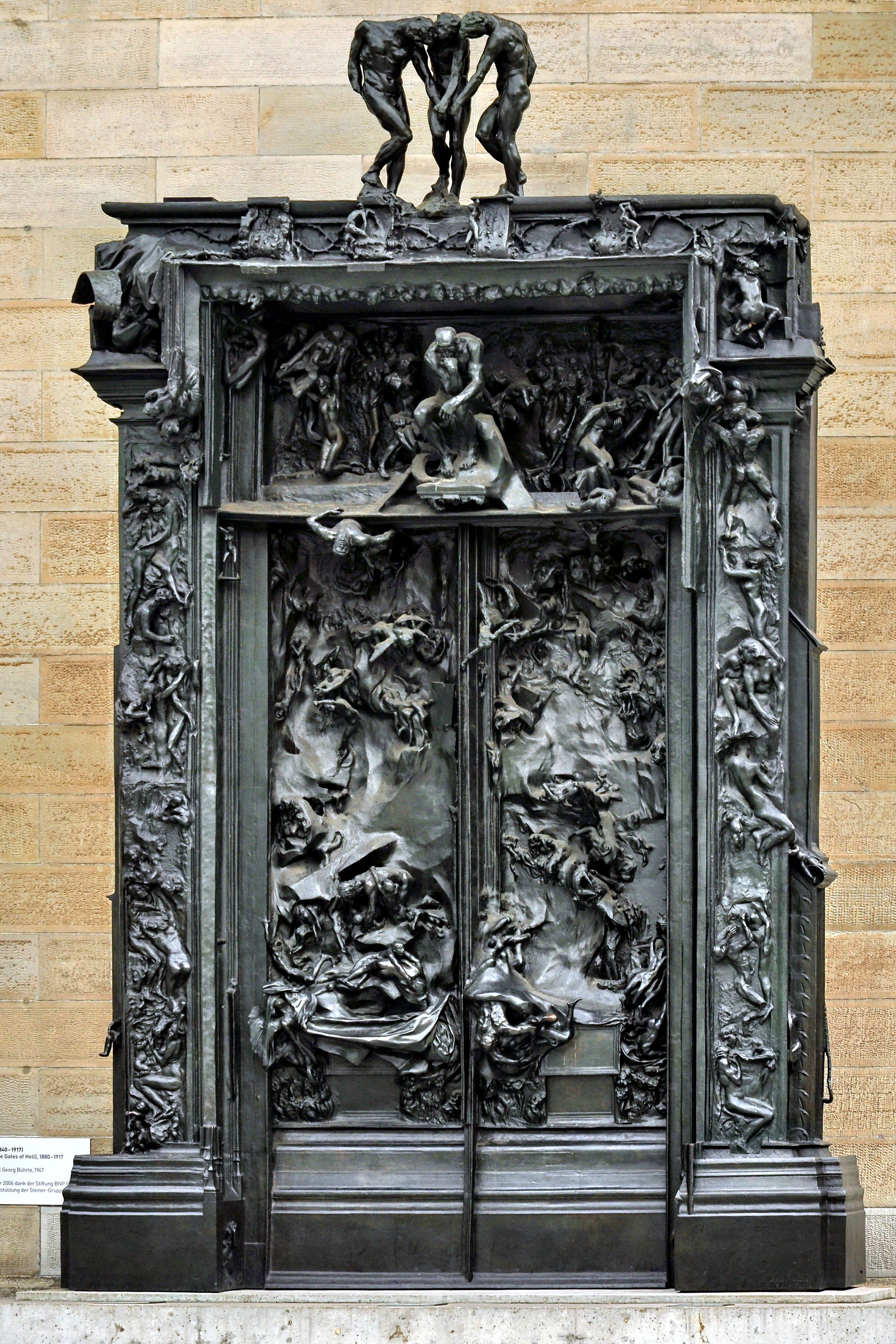
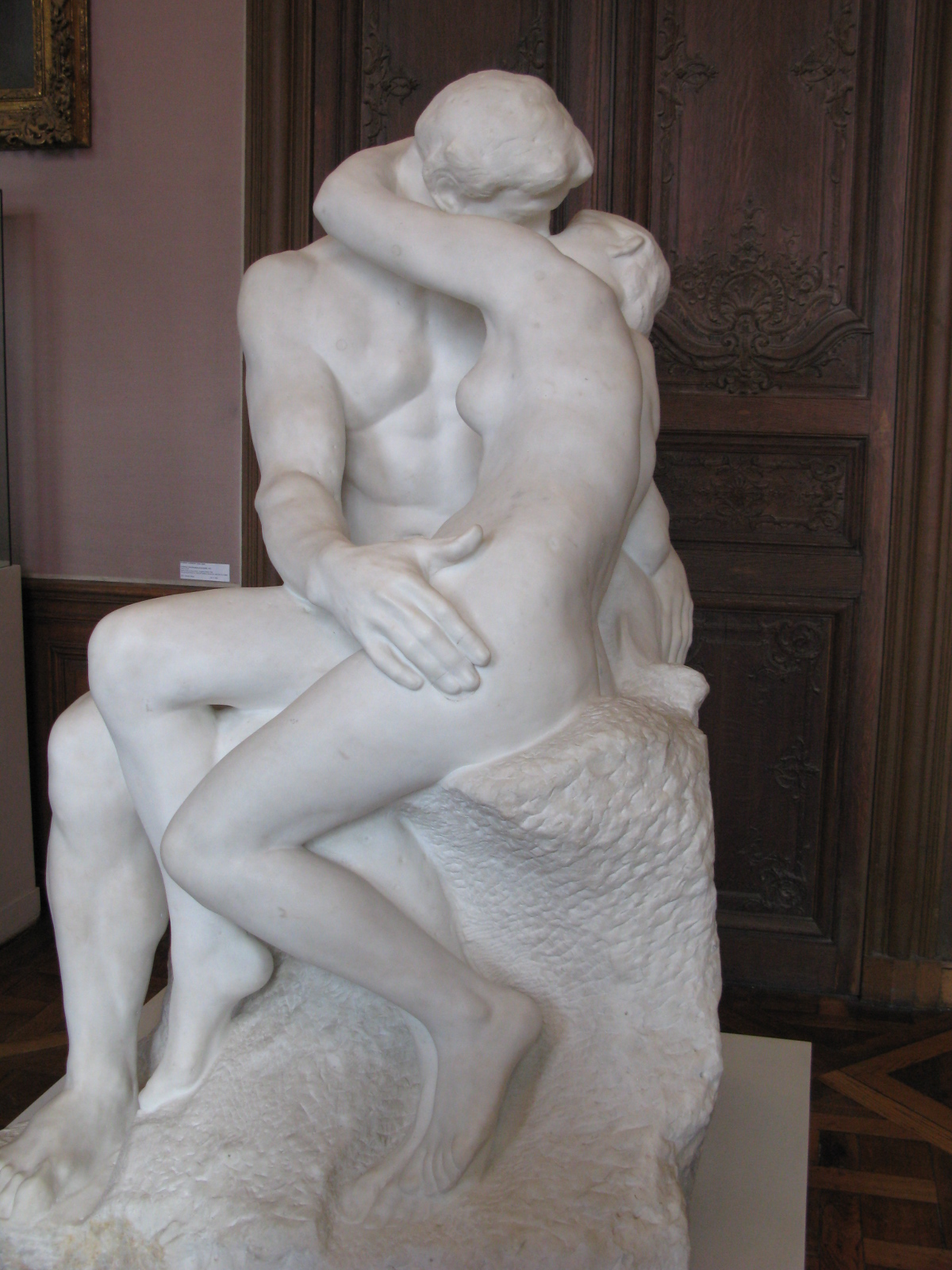
Nụ hôn
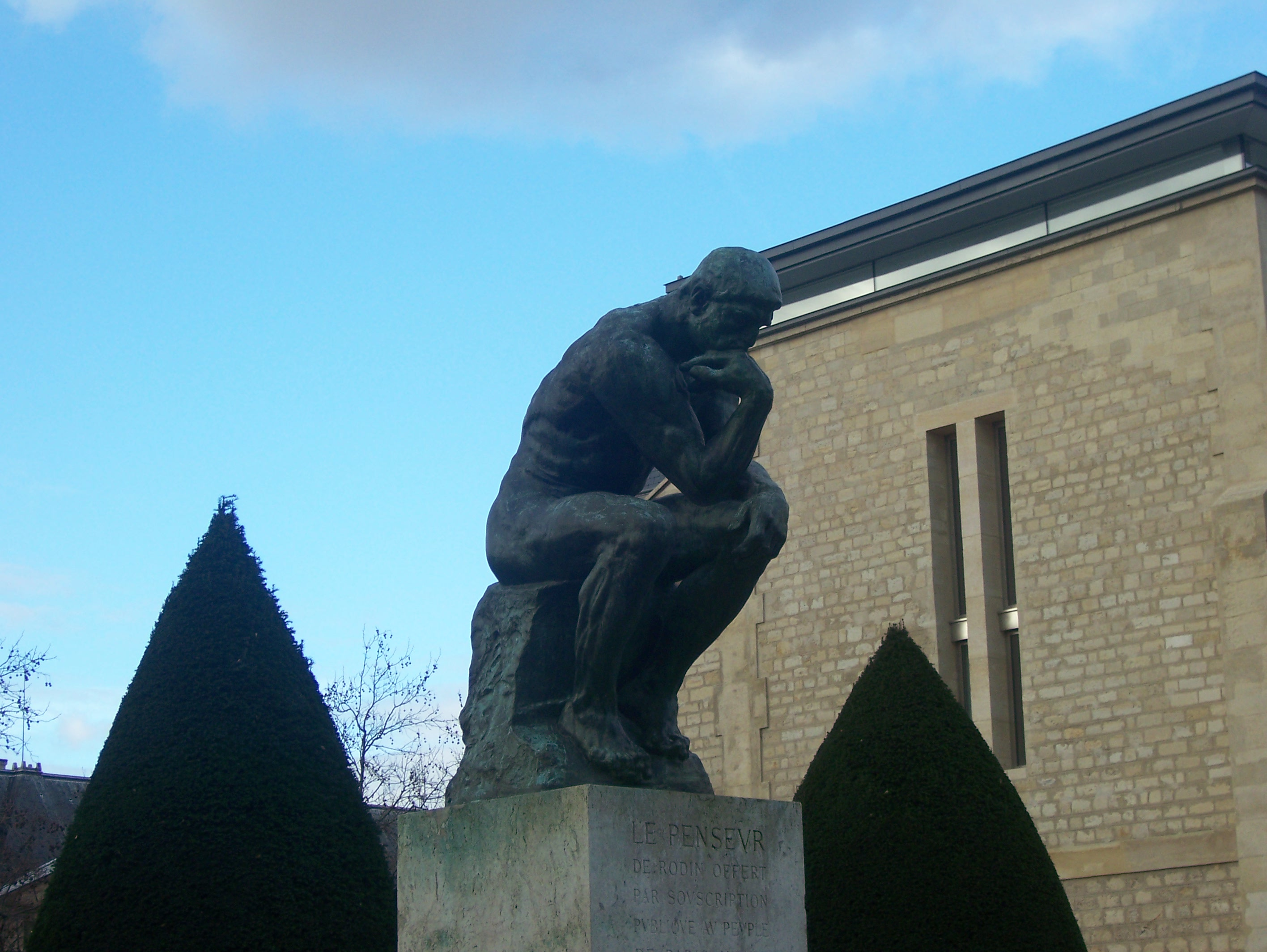